# SAP NetWeaver Business Warehouse
SAP NetWeaver Business Warehouse o SAP Business Warehouse o in breve SAP BW è la soluzione principale di SAP per la Data Warehouse, arrivata alla sua ultima versione 7.40 (verrà sostituito da SAP HANA) è costruito come un RDBMS e con la tecnologia HANA in-memory.
Ha anche una parte di reportistica, analisi e interpretazione dei dati aziendali.
La prima versione fu pubblicata nel 1998.